# Walter Pérez
Walter Pérez (n. en Isidro Casanova, Argentina el 31 de enero de 1975) es un ciclista argentino ganador de la medalla de oro en los Juegos Olímpicos de Pekín 2008 y del Campeonato Mundial de Ciclismo en Pista de 2004. Participó en cinco Juegos Olímpicos: 1996, 2000, 2004 y 2008 (donde obtuvo medalla de oro) y 2012. Obtuvo también una medalla de plata (2007) y tres medallas de bronce (2003, 2004, 2006) en Campeonatos Mundiales. En Juegos Panamericanos, Walter ha obtenido un total de ocho medallas (dos de oro, cuatro de plata y dos de bronce) tanto en la categoría Madison como en persecución por equipos.

## Participaciones en Juegos Olímpicos
Walter Pérez integró la delegación olímpica argentina en 5 Juegos Olímpicos: Atlanta 1996, Sídney 2000, Atenas 2004, Pekín 2008 y Londres 2012.  

### Medalla de oro en Pekín 2008

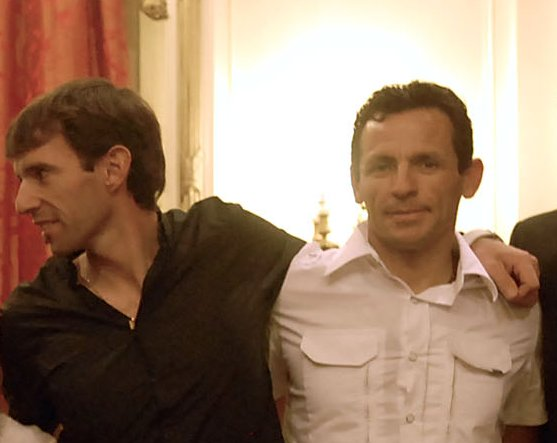
Walter Pérez y Juan Curuchet en la recepción presidencial a los medallistas olímpicos en la Casa Rosada, 2008.

El 19 de agosto, Juan Curuchet (43 años) y Walter Pérez (33 años) obtuvieron la medalla de oro olímpica en la prueba Madison. La prueba Madison, conocida también como americana es una competencia que se realiza en equipo de dos ciclistas que deben recorrer 50 kilómetros (200 vueltas); cada equipo puede sumar puntos en los embalajes o sprints carreras de una vuelta que se realizan cada 20 vueltas y que suman diez en total. Gana el equipo que primero completa los 50 kilómetros, pero en caso de que varios equipos lleguen en la misma vuelta, gana el que más puntos haya sumado en los sprints.
Curuchet y Pérez adoptaron una táctica de velocidad. Para ello lograron sacarle una vuelta a los demás competidores luego del segundo sprint y a continuación consolidaron su posición ganando el tercer sprint (5 pts.). Luego del cuarto sprint, sin embargo, los rusos (Mikhail Ignatyev-Alexei Markov) los igualaron en vueltas y puntos, pero la carrera se mantuvo con los argentinos en punta cuando sumaron un punto en el séptimo sprint y dos más en el siguiente.
Faltando 10 kilómetros, la situación se hizo compleja cuando los españoles (Joan Llaneras-Antonio Tauler) también alcanzaron a los argentinos en vueltas con 5 puntos pero con dos sprints por venir. Por otra parte, con una vuelta menos pero más puntos venían los belgas (Iljo Keisse-Kenny de Ketele) con 17 puntos, los alemanes (Roger Kluge-Olaf Pollack) con 15 puntos y los dinamarqueses (Michael Moerkoev-Alex Nicki Rasmussen) con 11 puntos. Cualquiera de ellos que lograra alcanzar a los punteros, ganaría la prueba por la cantidad de puntos que habían sumado. En particular, el equipo belga aceleró su marcha comenzando a descontar distancia a los líderes.
En los últimos cinco kilómetros la dupla Curuchet-Pérez debía evitar que los alcanzaran los belgas y esperar que los rusos y los españoles no sumaran suficientes puntos en el sprint final donde los ibéricos terminaron terceros (2 pts.) suficientes para desplazar a los rusos del segundo lugar pero quedando un punto atrás de los argentinos. El cierre de la prueba tuvo emoción, con el equipo belga realizando un esfuerzo final para descontar la vuelta que llevaban argentinos, españoles y rusos sin lograrlo. Las posiciones finales fueron:
| Ciclismo. Prueba Madison. Tabla final | Ciclismo. Prueba Madison. Tabla final | Ciclismo. Prueba Madison. Tabla final | Ciclismo. Prueba Madison. Tabla final | Ciclismo. Prueba Madison. Tabla final | Ciclismo. Prueba Madison. Tabla final | Ciclismo. Prueba Madison. Tabla final |
| Pos.                                  | Equipo                                | País                                  | Sprints (Pts.)                        | Pts.                                  | Vueltas menos                         |                                       |
| ------------------------------------- | ------------------------------------- | ------------------------------------- | ------------------------------------- | ------------------------------------- | ------------------------------------- | ------------------------------------- |
| 1                                     | Juan Curuchet-Walter Pérez            | Argentina                             | 3(5), 7(1), 8(2)                      | 8                                     |                                       |                                       |
| 2                                     | Joan Llaneras-Antonio Tauler          | España                                | 6(5), 10(2)                           | 7                                     |                                       |                                       |
| 3                                     | Mijaíl Ignátiev-Alexei Markov         | Rusia                                 | 2(3), 4(2), 8(1)                      | 6                                     |                                       |                                       |
| 4                                     | Iljo Keisse-Kenny de Ketele           | Bélgica                               | 1(1), 2(5), 4(1), 7(5), 8(5)          | 17                                    | -1                                    |                                       |
| 5                                     | Roger Kluge-Olaf Pollack              | Alemania                              | 1(3), 3(2), 4(5), 5(3), 6(2)          | 15                                    | -1                                    |                                       |
| 6                                     | Michael Mørkøv-Alex Rasmussen         | Dinamarca                             | 1(5), 7(3), 9(3), 10(3)               | 14                                    | -1                                    |                                       |
| 7                                     | Matthieu Ladagnous-Jerome Neuville    | Francia                               | 1(2), 3(3), 5(1), 9(1), 10(5)         | 12                                    | -1                                    |                                       |
| 8                                     | Jens Mouris-Peter Schep               | Holanda                               | 6(2), 8(3), 10(1)                     | 6                                     | -1                                    |                                       |
| 9                                     | Mark Cavendish-Bradley Wiggins        | Reino Unido                           | 2(1), 5(3), 9(2)                      | 6                                     | -1                                    |                                       |
| 10                                    | Greg Henderson-Hayden Roulston        | Nueva Zelanda                         | 7(5)                                  | 5                                     | -1                                    |                                       |
| 11                                    | Franco Marvulli-Bruno Risi            | Suiza                                 | 5(2), 6(1)                            | 3                                     | -1                                    |                                       |
| 12                                    | Zachary Bell-Martin Gilbert           | Canadá                                | 4(5)                                  | 5                                     | -3                                    |                                       |
| 13                                    | Milan Kadlec-Alois Kaňkovský          | República Checa                       | 4(3)                                  | 5                                     | -3                                    |                                       |
| 14                                    | Angelo Ciccone-Fabio Masotti          | Italia                                |                                       | 0                                     | -3                                    |                                       |
| 15                                    | Lyubomyr Polatayko-Volodymyr Rybin    | Ucrania                               |                                       | 0                                     | -3                                    |                                       |
| 16                                    | Michael Friedman-Bobby Lea            | Estados Unidos                        |                                       | 0                                     | -4                                    |                                       |
| Fuente: Informe oficial, Pekín 2008.  |                                       |                                       |                                       |                                       |                                       |                                       |

La medalla de oro obtenida por Curuchet-Pérez es la primera del ciclismo argentino en el olimpismo y la número 16 para la Argentina.

## Campeonatos mundiales
En los campeonatos mundiales de ciclismo en pista Walter Pérez obtuvo una medalla de oro, una medalla de plata y tres medallas de bronce.
Su mejor resultado fue en el Campeonato de 2004 al ganar la medalla de oro junto a Juan Curuchet en la prueba Madison. El equipo argentino obtuvo 7 puntos y superó al equipo suizo (Bruno Risi-Franco Marvulli), único que alcanzó a completar los 50 kilómetros en la misma vuelta quedando en tercer lugar el equipo neerlandés (Robert Slippens-Danny Stam) con 18 puntos pero una vuelta menos.
Las siguientes fueron sus participaciones en campeonatos mundiales en los que obtuvo medallas de plata o bronce:
- Campeonato Mundial de Ciclismo en Pista de 2007: segundo en la prueba Omnium;
- Campeonato Mundial de Ciclismo en Pista de 2006: tercero en la prueba Madison (Curuchet-Pérez);
- Campeonato Mundial de Ciclismo en Pista de 2004: tercero en la prueba Scratch 15 km;
- Campeonato Mundial de Ciclismo en Pista de 2003: tercero en la prueba Madison (Curuchet-Pérez).

## Juegos Suramericanos
Obtuvo un total de 2 medallas:
- Medalla de plata: ciclismo de pista (prueba Madison)
- Medalla de bronce: ciclismo de pista (carrera por puntos)

## Distinciones
En 2008, el Círculo de Periodistas Deportivo le otorgó el Premio Olimpia de oro junto con Juan Curuchet. En 2020, la Fundación Konex le otorgó el Premio Konex de Platino al Ciclismo, antes en 2010 había obtenido el mismo premio junto con Juan Curuchet. En el 2000, fue distinguido con el Diploma al Mérito Konex como uno de los 5 mejores ciclistas de la década en Argentina, esa vez de forma individual.
Walter fue el abanderado de la delegación argentina en los Juegos Panamericanos de 2011 en Guadalajara, México y fue nuevamente seleccionado para portar la bandera de su país en los Juegos Panamericanos de 2015 en Toronto, Canadá.